# Lewis Rocks
Lewis Rocks är en kulle i Antarktis. Den ligger i Västantarktis. Inget land gör anspråk på området. Toppen på Lewis Rocks är 238 meter över havet.
Terrängen runt Lewis Rocks är kuperad norrut, men söderut är den platt. Trakten är obefolkad. Det finns inga samhällen i närheten.